# Asszadzsi
Asszadzsi (páli: Asszadzsi, szanszkrit: Aszvadzsit) Gautama Buddha egy az öt első arhat tudatszintet elért tanítványa közül. Arról is nevezetes, hogy ő térítette meg Száriputtát és Maudgaljájanát, Buddha két legfőbb tanítványát. Az i. e. 6. században élt a mai észak-indiai Uttar Prades és Bihár államok területén.

## Élete
Asszadzsi brahmin családban született. Az apja azok közé a nyolc brahmin tudos közé tartozott, akiket meghívott Suddhódana király, hogy kiolvassa az újszülött Gautama Sziddhártha (a későbbi Buddha) sorsát. Asszadzsi apja és még hat másik tudós azt jósolta, hogy Sziddhárthából vagy hatalmas király lesz, vagy hatalmas spirituális tanító. Közülük csak a legfiatalabb, Kaundinja jövendölte egyenesen azt, hogy belőle buddha fog válni. Amikor később Sziddhártha herceg 29 éves korában, a négy gondolatébresztő látvány hatására, a világi élet helyett a spirituális utat választotta, vele tartott Kaundinja és Asszadzsi is, továbbá Bhaddija, Vappa és Mahanama, akik szintén három brahmin jós fiai voltak. Az öt brahmin együtt végzett önsanyargató aszkéta gyakorlatokat Sziddhárthával, aki azonban 6 év után felhagyott a gyakorlatokkal és elhagyta őket.
Miután Sziddhártha meditálás közben megvilágosodott - a hagyományok szerint innentől már Gautama Buddhának nevezik - felkereste Asszadzsiékat, akik először nagyon kétkedőek voltak a tanításaival kapcsolatban, mivel ő feladta az aszkézist. Azonban hamar felfigyeltek rá, hogy Buddha igen megváltozott mióta elhagyta őket. Ekkor Buddha elmondta nekik a Dhammacsakkappavattana-szuttát (páli; szanszkrit: Dharmacsakra Pravartana-szútra), amely a négy nemes igazsággal és a nemes nyolcrétű ösvénnyel foglalkozik. Asszidzsi utoljára értette meg közülük a tanítást - Buddhának külön magyarázatot kellett adnia neki és Mahanamának, amíg a többi három elment alamizsnát gyűjteni. Asszadzsi legutoljára érte el a szotápanna tudatszintet, ám legvégül ő is elérte a többiekkel együtt az arhat tudatszintet.

## Száriputta és Maudgaljájana megtérítése
Asszadzsi éppen alamizsnát gyűjtött Radzsagaha városban, amikor a megvilágosodást kereső Száriputta kiszúrta magának Asszadzsi magaviseletét és elkezdte őt követni. Miután végzett az alamizsna gyűjtéssel megkérdezte tőle, hogy ki a tanítója és mit tanít. Asszadzsi először vonakodott, mondván, hogy nincs sok tapasztalata, végül csak egy rövid verset mondott neki:
Minden ami ok által kél,

A Tathágatha arról beszél;

És hogy hogyan szűnnek meg, arról is beszél,

Ez a Nagy Remete tanítása.
Száriputta azonnal megértette a tanítást és ültő helyében elérte a szotápanna tudatszintet - az arhatság felé vezető út első szintjét. Elmondta ezután gyermekkori barátjának, Maudgaljájanának is, hogy mit tanult. Mindkettő beállt Buddha mellé tanítványnak a szanghába és később ők lettek Buddha két legfőbb tanítványa.